# Groß Gerungs
Groß Gerungs (bis 1970 Großgerungs, bis 2002 Groß-Gerungs) ist eine Stadtgemeinde mit 4459 Einwohnern (Stand 1. Jänner 2025) im Bezirk Zwettl in Niederösterreich.

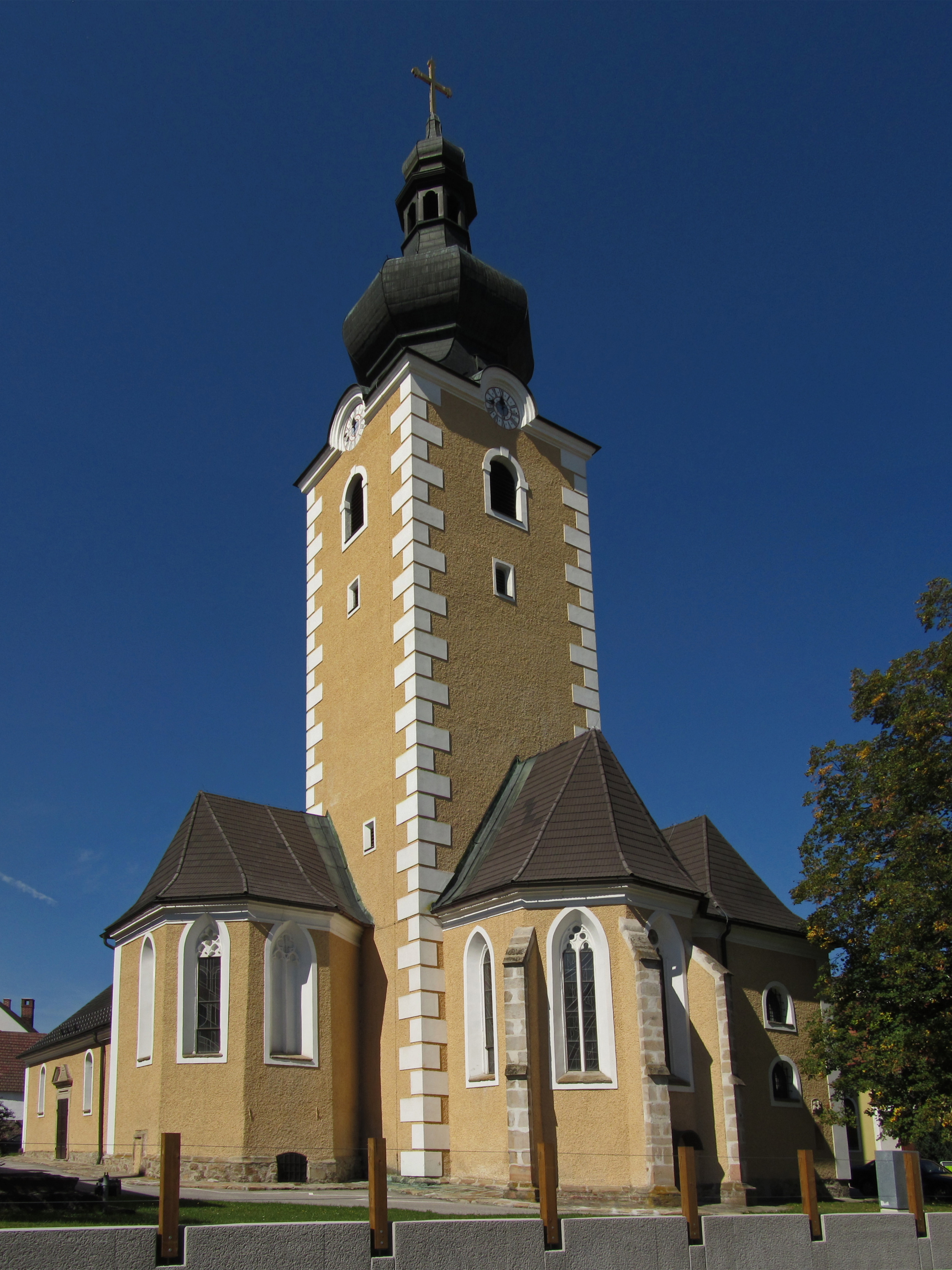
Katholische Pfarrkirche hl. Margaretha

## Geografie

### Geografische Lage
Groß Gerungs liegt im Waldviertel (nordwestliches Niederösterreich) etwa 20 km westlich von Zwettl. Die Fläche der Stadtgemeinde umfasst 105,88 km². 38,72 Prozent der Fläche sind bewaldet.

### Gemeindegliederung
Das Gemeindegebiet umfasst folgende 41 Ortschaften (in Klammern Einwohnerzahl Stand 1. Jänner 2025):
- Aigen (40)
- Albern (38)
- Antenfeinhöfe (29)
- Blumau (24)
- Böhmsdorf (76)
- Dietmanns (94)
- Egres (60)
- Etlas (9)
- Etzen (173)
- Frauendorf (80)
- Freitzenschlag (106)
- Griesbach (229)
- Groß Gerungs (1183)
- Groß Meinharts (116)
- Haid (72)
- Harruck (99)
- Häuslern (40)
- Heinreichs (59)
- Hypolz (56)
- Josefsdorf (29)
- Kinzenschlag (44)
- Klein Gundholz (55)
- Klein Reinprechts (31)
- Klein Wetzles (114)
- Kotting Nondorf (49)
- Marharts (40)
- Mühlbach (41)
- Nonndorf (97)
- Ober Neustift (230)
- Ober Rosenauerwald (366)
- Oberkirchen (51)
- Preinreichs (51)
- Raffelshöfe (9)
- Reitern (21)
- Schall (20)
- Schönbichl (89)
- Siebenberg (53)
- Sitzmanns (102)
- Thail (209)
- Wendelgraben (38)
- Wurmbrand (137)

Die Gemeinde besteht aus den Katastralgemeinden Aigen, Albern, Blumau, Böhmsdorf, Dietmanns, Eggress, Etlas, Etzen, Frauendorf, Freitzenschlag, Griesbach, Großgerungs, Großmeinharts, Haid, Harruck, Häuslern, Heinreichs, Hypolz, Josefsdorf, Kleingundholz, Kleinreinprechts, Kleinwetzles, Kottingnondorf, Marharts, Mühlbach, Nonndorf, Oberkirchen, Oberneustift, Oberrosenauerwaldhäuser, Preinreichs, Schönbichl, Siebenberg, Sitzmanns, Thail, Wendelgraben und Wurmbrand.

### Nachbargemeinden
| Bad Großpertholz | Großschönau                                 |                |
| Langschlag       | Kompassrose, die auf Nachbargemeinden zeigt | Zwettl         |
| Liebenau (OÖ)    | Arbesbach                                   | Rappottenstein |

## Geschichte
Im 11./12. Jahrhundert gehörte der Ort zum Stammgebiet der Kuenringer. Dort wo heute das Ödenschlößl steht, wurde 1160 eine Burg errichtet, die später zum Schloss ausgebaut wurde und nach 1600 verfiel.
Erstmals urkundlich erwähnt wurde Gerungs im Jahr 1261.
1619 im Dreißigjährigen Krieg wurde der Ort von kaiserlichen Truppen gebrandschatzt. 1430 zum Markt ernannt, wurde die Gemeinde 1983 schließlich zur Stadt erhoben.
Im Zuge der NÖ. Kommunalstrukturverbesserung wurden Anfang 1969 die Gemeinden Etzen, Heinrichs, Hypolz, Kleinwetzles, Oberkirchen, Oberrosenauerwald und Wurmbrand eingegliedert. Anfang 1970 folgte die Gemeinde Griesbach, Anfang 1972 schließlich die Katastralgemeinde Kottingnondorf aus der aufgelösten Gemeinde Kirchbach.

### Bevölkerungsentwicklung
| Groß Gerungs: Einwohnerzahlen von 1869 bis 2025     | Groß Gerungs: Einwohnerzahlen von 1869 bis 2025 | Groß Gerungs: Einwohnerzahlen von 1869 bis 2025 | Groß Gerungs: Einwohnerzahlen von 1869 bis 2025 | Groß Gerungs: Einwohnerzahlen von 1869 bis 2025 |
| --------------------------------------------------- | ----------------------------------------------- | ----------------------------------------------- | ----------------------------------------------- | ----------------------------------------------- |
| Jahr                                                |                                                 |                                                 |                                                 | Einwohner                                       |
| 1869                                                | 1869                                            |                                                 | 5.787                                           | 5.787                                           |
| 1880                                                | 1880                                            |                                                 | 5.809                                           | 5.809                                           |
| 1890                                                | 1890                                            |                                                 | 5.686                                           | 5.686                                           |
| 1900                                                | 1900                                            |                                                 | 5.765                                           | 5.765                                           |
| 1910                                                | 1910                                            |                                                 | 5.895                                           | 5.895                                           |
| 1923                                                | 1923                                            |                                                 | 5.516                                           | 5.516                                           |
| 1934                                                | 1934                                            |                                                 | 5.440                                           | 5.440                                           |
| 1939                                                | 1939                                            |                                                 | 5.537                                           | 5.537                                           |
| 1951                                                | 1951                                            |                                                 | 4.990                                           | 4.990                                           |
| 1961                                                | 1961                                            |                                                 | 4.976                                           | 4.976                                           |
| 1971                                                | 1971                                            |                                                 | 5.091                                           | 5.091                                           |
| 1981                                                | 1981                                            |                                                 | 4.899                                           | 4.899                                           |
| 1991                                                | 1991                                            |                                                 | 4.812                                           | 4.812                                           |
| 2001                                                | 2001                                            |                                                 | 4.820                                           | 4.820                                           |
| 2011                                                | 2011                                            |                                                 | 4.624                                           | 4.624                                           |
| 2021                                                | 2021                                            |                                                 | 4.435                                           | 4.435                                           |
| 2025                                                | 2025                                            |                                                 | 4.459                                           | 4.459                                           |
| Quelle(n): Statistik Austria, Gebietsstand 1.1.2021 |                                                 |                                                 |                                                 |                                                 |

## Kultur und Sehenswürdigkeiten

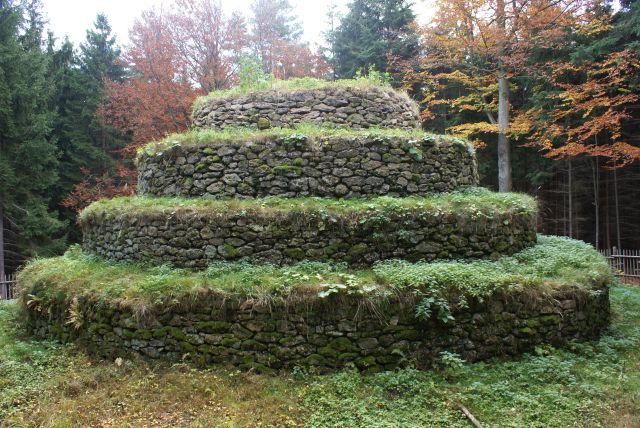
Steinpyramide im Oktober 2006

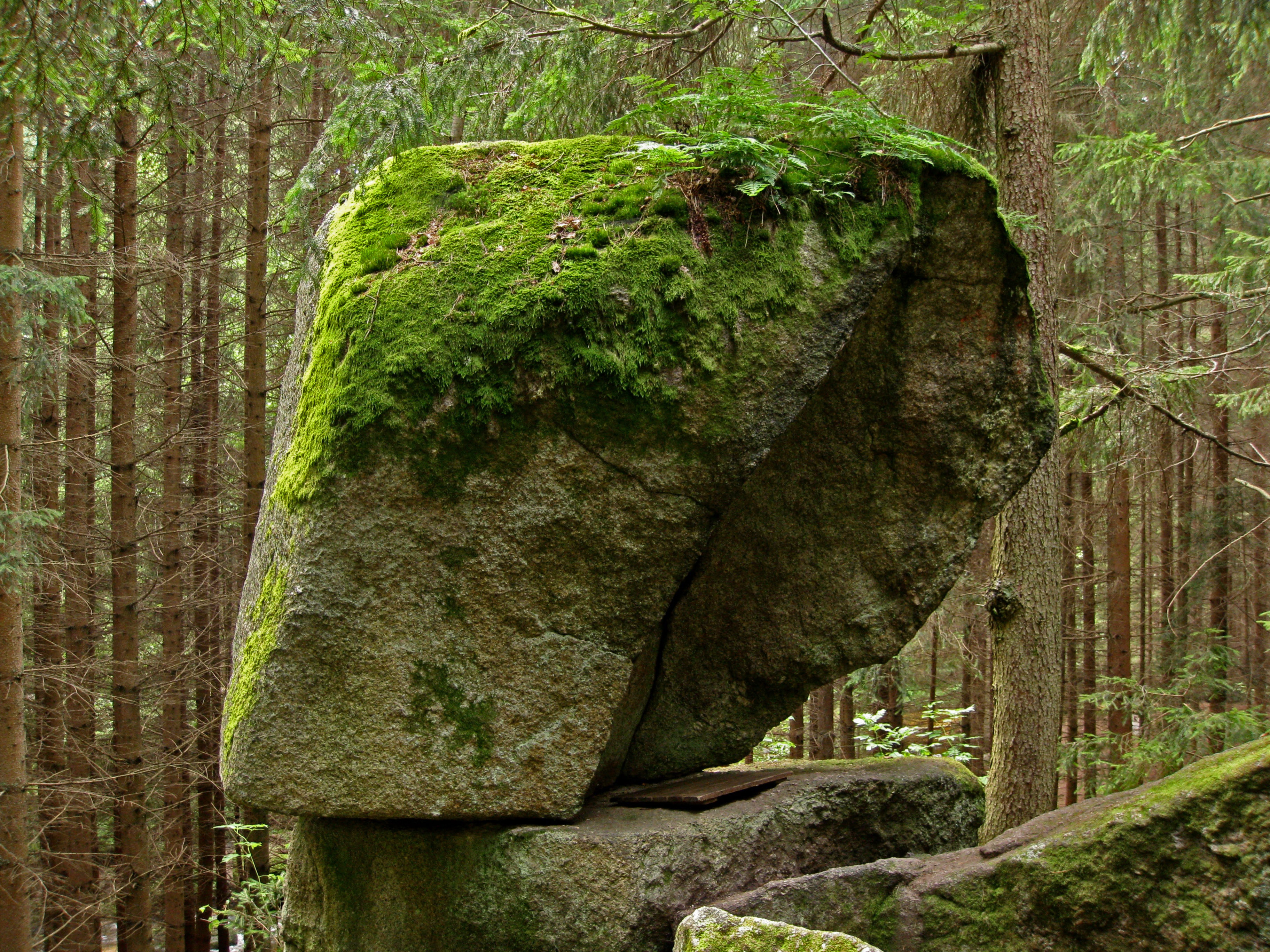
Der ehemalige Wackelstein im Pierbichlwald

- Katholische Pfarrkirche Etzen hl. Laurentius: Die romanische Landkirche aus dem 13. Jahrhundert erhielt im 15. Jahrhundert einen gotischen Sakristeianbau und wurde im Ende des 18. Jahrhunderts barockisiert.
- Katholische Pfarrkirche Griesbach hl. Nikolaus: Der im Kern wohl spätromanische Bau mit einem gotischen Rechteckchor aus dem 14. Jahrhundert erhielt im 15. Jahrhundert einen spätgotischen Nordturm. 1797 wurde das Langhaus neu gewölbt, und 1868 mit zwei Jochen nach Westen erweitert.
- Katholische Pfarrkirche Groß Gerungs hl. Margareta: Die Kirche ist eine im Kern romanische Ostturmkirche aus dem 12./13. Jahrhundert, die im 15. Jahrhundert gotisiert wurde. Im südlichen Seitenschiff befindet sich die Frauenkapelle von 1382, welche gotische Gewölbe enthält, die zur Zeit des Barock mit bemerkenswertem Stuck ausgestattet wurden.
- Katholische Pfarrkirche Oberkirchen hl. Nikolaus
- Katholische Pfarrkirche Wurmbrand hl. Pankratius
- Die beiden Häuser Nr. 68 und 69 bilden das sogenannte Ödenschlößl im Süden des Ortes und enthalten Mauerreste der alten Befestigung. Dort wurde um 1160 eine Burg errichtet, die später zum Schloss ausgebaut wurde und nach 1600 verfiel.
- Die barocke Mariensäule am Hauptplatz trägt eine Rosenkranzmadonna.
- Der Pranger stammt vom Ende des 17. Jahrhunderts.
- An den Ausfallstraßen befinden sich mehrere sakrale Kleindenkmäler, z. B. ein spätgotischer Tabernakelbildstock von 1495 an der Straße nach Dietmanns.
- Die Kraftarena: In der Umgebung Groß Gerungs befinden sich die Steinpyramide und mehrere Geotope, die unter dem Namen „Kraftarena“ touristisch beworben werden. Allen Objekten werden geomantische Eigenschaften zugeschrieben.
- Der als Steinpyramide bezeichnete Stufenkegel liegt im Neuwald bei Ober Neustift und besteht aus kreisförmigen Ebenen mit einer Gesamthöhe von 6,8 m. Der Durchmesser der untersten Stufe beträgt 16,5 m, jener der obersten 7,2 m. Wann sie erbaut wurde und welchem Zweck sie diente, ist nicht restlos geklärt.
- Sieben Meter im Durchmesser und ein Gewicht von 500 Tonnen hat die Weltkugel, ein rundlicher Granitrestling, der in seiner Form an den Globus erinnert und im Gebiet von Oberrosenauerwald Richtung Schloss Rosenau liegt.
- Der rund 6 Meter lange Kierlingstein im Wald zwischen Böhmsdorf und Wurmbrand liegt auf vier großen Steinblöcken. Direkt auf dem Stein befindet sich eine etwa 40 cm tiefe Schale, die immer mit Wasser gefüllt ist. Diesem Wasser wird der Legende nach Heilwirkung zugeschrieben.[5]
- Nordwestlich von Groß Gerungs bei der Ortschaft Thail befindet sich inmitten einer Baumgruppe ein auffälliger, drei Meter hoher „Opferstein“ mit einer großen Schalenbildung.
- Im Pierbichlwald am Weg zur Klauskapelle lag ein 24 t schwerer Steinquader. Hochaufragend ruhte dieser, leicht hangwärts geneigt, auf einer riesigen Steinformation. Der Wackelstein konnte gerade noch von einer Person bewegt werden. Nachdem ein Wanderer den Stein im Oktober 2011 zum Wackeln gebracht hatte und schon heruntergestiegen war, kippte der Stein um und zerbrach in zwei Teile.[6] Der Wackelstein von Harruck, der auch als Naturdenkmal geführt wurde, war ein beliebtes Ausflugsziel.[7]
- Lichtspiele Gerungs: Das erste Groß-Gerungser Kino wurde Anfang der 30er-Jahre im Gasthaus Hirsch am Hauptplatz von einem Ehepaar namens Schmidtner geführt. Frau Schmidtner spielte in den Pausen auf dem Klavier und begleitete auch öfter die gezeigten Stummfilme. Nach einigen Jahren übersiedelte man ins Gasthaus Kapeller (später bekannt als Gasthaus Höfner). Dort übernahm Herr Franz Benda, der auch Kapellmeister und Musiklehrer war, den Betrieb. Auch er sorgte für Musikuntermalung der Stummfilme. Jeden Sonntag gab es drei Vorführungen, wochentags wurde nicht gespielt. Wurden andere Veranstaltungen wie zum Beispiel Bälle im Saal abgehalten, so mussten die Sitze des Kinos abgebaut und danach wieder aufgestellt werden. 1938 wurden schließlich die bis heute bestehenden Räumlichkeiten am Unteren Marktplatz 25 gebaut. Im neuen Kino wurden erstmals Tonfilme gezeigt, die üblicherweise der Reklame und der anschließenden Wochenschau folgten. Zur Zeit des Nationalsozialismus waren die Kinos wichtige Propagandamedien für das Regime. In der Zeit der sowjetischen Besatzung wurden trotz der sowjetischen Kulturprogramme amerikanische Filme immer beliebter. Auch der romantisch verklärte Heimatfilm erlebte nach den düsteren Kriegsjahren seine Blüte. Nachdem 1947 Franz Benda plötzlich verstorben war, übernahm sein Neffe Alfred Benda die Geschäfte. Gemeinsam mit seiner Frau Leopoldine führte er das Kino bis 1997. Danach blieben die Räumlichkeiten leer. Am 21. September 2007 eröffnete der Kulturverein Yellow das Kino nach zweieinhalbmonatigen Renovierungsarbeiten wieder. Bis April 2012 wurden in monatlichem Rhythmus (mit Ausnahme Sommer- und Winterpause) Filmwochenenden veranstaltet. Seit Sommer 2012 betreuen Robert Edinger und der Jugendverein das Konzept und das Programmkino.

## Wirtschaft und Infrastruktur

### Wirtschaftssektoren
60 Prozent der landwirtschaftlichen Betriebe sind Nebenerwerbsbetriebe, die 163 Haupterwerbsbetriebe bewirtschaften 62 Prozent der Fläche. Die größten Arbeitgeber im Produktionssektor sind die Warenherstellung und die Bauwirtschaft. Beinahe die Hälfte der Arbeitnehmer des Dienstleistungssektors arbeitet im Bereich soziale und öffentliche Dienste (Stand 2011).
| Wirtschaftssektor            | Anzahl Betriebe | Anzahl Betriebe | Erwerbstätige | Erwerbstätige |
| Wirtschaftssektor            | 2011            | 2001            | 2011          | 2001          |
| ---------------------------- | --------------- | --------------- | ------------- | ------------- |
| Land- und Forstwirtschaft 1) | 441             | 532             | 330           | 318           |
| Produktion                   | 42              | 38              | 474           | 386           |
| Dienstleistung               | 190             | 145             | 863           | 917           |

1) Betriebe mit Fläche in den Jahren 2010 und 1999
Einer der größten Arbeitgeber am Ort ist das Herz-Kreislauf-Zentrum Groß Gerungs.

### Verkehr
- Groß Gerungs ist Endpunkt des südlichen Astes der Waldviertler Schmalspurbahnen, auf denen seit 2001 nur noch ein touristischer Nostalgiebetrieb geführt wird.
- Im Ortsgebiet kreuzen einander die Greiner Straße B 119, die Weitra mit Grein verbindet, und die Böhmerwald Straße B 38, die von Horn nach Kollerschlag führt.

### Öffentliche Einrichtungen
In der Stadtgemeinde gibt es zwei Kindergärten, zwei Volksschulen und eine Mittelschule.

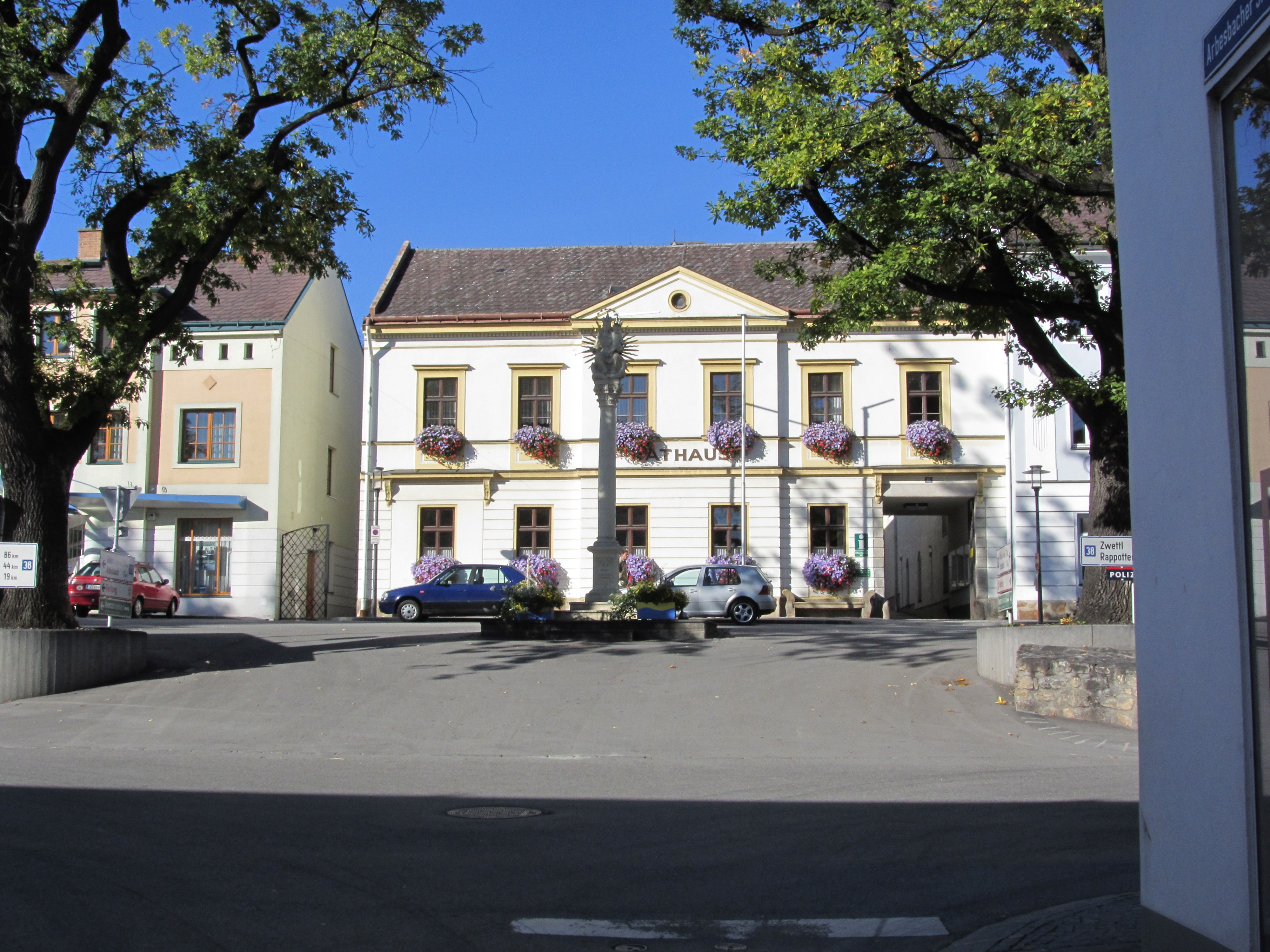
Rathaus

## Politik

### Gemeinderat
Im Stadtgemeinderat gibt es bei insgesamt 25 Sitzen nach der Gemeinderatswahl vom 26. Jänner 2025 folgende Mandatsverteilung:
- ÖVP: 19 Mandate
- FPÖ: 3 Mandate
- SPÖ: 2 Mandate
- Bürgerliste Germs: 1 Mandate

### Bürgermeister
- 1945 bis 1956 Johann Lembacher
- 1956 bis 1960 Bernhard Meisel
- 1960 bis 1968 Franz Scherney
- 1968 bis 1976 Johann Haider (ÖVP)
- 1976 bis 1980 Ignaz Besenbäck (ÖVP)
- 1980 bis 1984 Johann Haider (ÖVP)
- 1984 bis 1994 Karl Schraml (ÖVP)
- 1994 bis 2022 Maximilian Igelsböck (ÖVP)
- seit 8. März 2022 Christian Laister (ÖVP)[14]

### Wappen
Im Jahr 1983 wurde der Gemeinde folgendes Wappen verliehen: In einem durch drei blaue Wellenfäden geteilten goldenen Schild, oben über der Schildesteilung schwebend ein grünes Majuskel-M, unten aus einem im Schildesfuß befindlichen Dreiberg emporwachsend drei grüne Fichten.

## Personen mit Bezug zur Stadtgemeinde
- Joseph Böhm (1831–1893), Botaniker und Pflanzenphysiologe, Professor an der Hochschule für Bodenkultur in Wien (vgl. auch das Denkmal im Arkadenhof der Universität Wien)
- Lukas Brandweiner (* 1989), Politiker (ÖVP), Nationalratsabgeordneter
- Andreas Haider-Maurer (* 1987), Tennisspieler
- Hermann Haneder (* 1952), Präsident der Kammer für Arbeiter und Angestellte für Niederösterreich (AKNÖ) und Vorsitzender des nö. Gewerkschaftsbundes (ÖGB Niederösterreich)
- Josef Haslinger (* 1955), Schriftsteller
- Anton Kaufmann (1890–1977), Politiker (ÖVP), Abgeordneter zum Landtag von Niederösterreich
- Othmar Knapp (1940–2008), Politiker (ÖVP), Abgeordneter zum Landtag von Niederösterreich
- Josef Maringer (1862–1950), Politiker (CSP), Abgeordneter zum Landtag von Niederösterreich
- Josef Newerkla (* 1948), Autor, Poet und Theaterregisseur
- Nikolaus Philipp Newerkla (* 1974), international erfolgreicher Musiker und Leiter des Quadriga Consort
- Stefan Michael Newerkla (* 1972), Sprachwissenschaftler und Slawist, Professor an der Universität Wien und wirkliches Mitglied der Österreichischen Akademie der Wissenschaften (ÖAW)
- Fridolin Puhr (1913–1957), SS-Hauptsturmführer und als Truppenarzt im KZ Dachau
- Wilhelm Rausch (1927–2019), Historiker und Kulturverwaltungsdirektor der Stadt Linz
- Alois Stöger (1904–1999), Bibelwissenschaftler, 1930–1932 Kaplan der Pfarre Groß Gerungs, 1967–1986 Weihbischof der Diözese St. Pölten und Titularbischof von Aptuca.
- Franz Teszar (* 1941), Brigadier-Brigadegeneral i. R., vormaliger Garnisonskommandant der Horner Radetzky-Kaserne und der Kuenringer-Kaserne Weitra, 2000–2002 Kommandant des Truppenübungsplatzes Allentsteig, Ehrenpräsident des Niederösterreichischen Kameradschaftsbundes
- Johannes Wohlgenannt Zincke (* 1959), Komponist, Musiker und Veranstalter.
- Robert Wuku OCist (1853–1911), Theologe und Autor, Geistlicher, Gelehrter und Pfarrer von Wurmbrand.

## Ehrenbürger
- Karl Bayerl (1920–2006); Obermedizinalrat, Gemeindearzt und Allgemeinmediziner[15]
- Karl Schraml (1930–2018); Bürgermeister 1984–1994[16]
- OSR Maximilian Igelsböck; Bürgermeister 1994–2022